# Abigail Bayley
Abigail Bayley (* 1977 in Weymouth) ist eine ehemalige US-amerikanische Triathletin britischer Herkunft.

## Werdegang
Seit 2008 startete Abigail Bayley für die Vereinigten Staaten. Sie war vorwiegend auf der Mittel- und Langdistanz aktiv. Ihr Spitzname ist Abi.
Im August 2009 wurde sie mit neuer persönlicher Bestzeit auf der Langdistanz (9:46:15 h) Zweite beim Ironman UK. Seit 2009 tritt sie nicht mehr international in Erscheinung.
Abigail Bayley ist seit März 2014 mit Steven Waite verheiratet.

## Sportliche Erfolge
| Datum/Jahr    | Rang | Wettbewerb                      | Austragungsort | Zeit     | Bemerkung                                            |
| ------------- | ---- | ------------------------------- | -------------- | -------- | ---------------------------------------------------- |
| 6. Sep. 2009  | 4    | Triathlon de Gérardmer          | Gérardmer      | 05:16:11 | 1,9 km Schwimmen, 90 km Radfahren und 21,1 km Laufen |
| 2008          | 6    | Ironman 70.3 Kansas             | Lawrence       | 04:51:23 |                                                      |
| 2008          | DNF  | Ironman 70.3 Geelong            | Geelong        | –        |                                                      |
| 10. Nov. 2007 | 14   | Ironman 70.3 World Championship | Clearwater     | 04:23:23 |                                                      |
| 2007          | 2    | Ironman 70.3 Cancún             | Cancún         |          | [ 3 ]                                                |
| 2005          | 2    | UK Ironman 70.3                 | Longleat       | 05:05:06 |                                                      |

| Datum/Jahr    | Rang | Wettbewerb                                         | Austragungsort | Zeit     | Bemerkung                                                                             |
| ------------- | ---- | -------------------------------------------------- | -------------- | -------- | ------------------------------------------------------------------------------------- |
| 2. Aug. 2009  | 2    | Ironman UK                                         | Bolton         | 09:46:15 | Neue persönlicher Bestzeit auf der Langdistanz                                        |
| 28. Juni 2009 | 4    | Ironman France                                     | Nizza          | 09:47:22 |                                                                                       |
| Apr. 2008     | 3    | Ironman China                                      | Haikou         | 10:43:11 |                                                                                       |
| 7. Sep. 2008  | 9    | Ironman UK                                         | Bolton         | 11:03:05 |                                                                                       |
| 26. Aug. 2007 | 7    | Ironman Korea                                      | Seogwipo       | 12:12:45 | [ 5 ]                                                                                 |
| 19. Nov. 2006 | 9    | ITU Long Distance Triathlon World Championships    | Canberra       | 07:21:00 |                                                                                       |
| 26. Aug. 2006 | 6    | ETU Long Distance Triathlon European Championships | Almere         | 06:22:25 | Triathlon-Europameisterschaft auf der Langdistanz im Rahmen des UPC Holland Triathlon |
| 3. Juli 2005  | 6    | ETU Long Distance Triathlon European Championships | Säter          | 06:56:23 | Europameisterschaft Langdistanz (4 km Schwimmen, 120 km Radfahren und 30 km Laufen)   |

(DNF – Did Not Finish)